# Circo romano di Sirmio
Il circo romano di Sirmium era un'antica struttura collegata alla vicina residenza imperiale, presso la quale risiedette Costantino I (a partire dal 317 fino almeno al 324, durante la fase finale della guerra civile) che ne ordinò la costruzione o comunque l'ampliamento sulla base di un progetto iniziale tetrarchico.

## Storia
Il circo venne edificato attorno al 317 (e comunque non molto tempo dopo il 312/313), quando Costantino I riuscì a battere le armate di Licinio negli anni 316 e 317, ottenendo così di poter controllare d'ora in poi anche l'intera area pannonica. Questi eventi portarono il figlio di Costanzo Cloro a fare di Sirmium una delle sue residenze preferite tra il 317 ed il 324, per poter combattere i Sarmati del vicino limes pannonicus. Lo stesso Mócsy crede che l'"imperatore cristiano" vi soggiornò quasi ininterrottamente fino al 324 (anno in cui le sue armate mossero contro Licinio), facendone la propria capitale e quartier generale delle armate del Danubio. Anche Horst sostiene che tra le sue residenze imperiali preferite, nel corso degli anni compresi tra il 317 ed il 323, vi fosse Sirmium oltre a Serdica. Questo il motivo e la necessità di costruirvi oltre ad un palazzo imperiale, anche un circus adiacente, che potesse soddisfare la popolazione della nuova residenza imperiale, aumentandone il consenso.

## Struttura

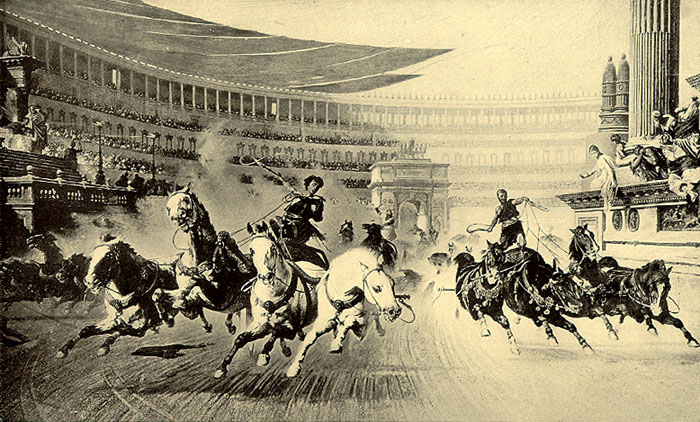
Veduta artistica datata 1913 rappresentante i giochi di un circo dell'antica Roma.

Il Circus era posizionato nell'angolo sud-est della città di Sirmium (oggi Sremska Mitrovica). L'arena misurava non meno di 300 metri di lunghezza (qualche archeologo ipotizza tra i 430 ed i 500 metri) e 70 metri di larghezza (con una larghezza media delle gradinate di 15 metri). La distanza tra i carceres e la balaustra centrale (o "spina") era di 140 metri. La lunghezza poi dell'intera "spina" centrale era di 260 metri. La capienza complessiva dell'intera struttura non è possibile al momento ipotizzarla, poiché parte della struttura risulta ancora sepolta. Certamente fu nell'ordine di alcune decine di migliaia di spettatori, sulla base dell'esperienza di altri circhi dell'epoca.

## Archeologia dell'antico circo
Alcuni muri rinvenuti in una prima campagna di scavi nel 1959 furono solo nel 1970 accostati al sito dell'antico Circus, grazie alle osservazioni di un gruppo di archeologi americani. La datazione della maggior parte delle costruzioni secondo le indagini archeologiche risalirebbe agli inizi del IV secolo. Del circo romano di Sirmium si conservano sufficienti rilievi archeologici, sebbene non tutto il perimetro della costruzione sia stato ancora indagato.